# Buffalo Narrows (Saskatchewan)
Buffalo Narrows je vesnice v severním Saskatchewanu. Buffalo Narrows bylo založeno na počátku 20. století jako lovecká a rybářská osada skandinávskými obchodníky. Lidé se tu živili také chovem norků amerických pro kožešiny. Nyní má obec asi 1300 obyvatel. Turismus a využívání primárních zdrojů (dřevařství, rybolov) jsou nejvýznamnějšími hospodářskými činnostmi zdejšího obyvatelstva. Obec se rozkládá mezi dvěma jezery, Malým a Velkým jezerem Petera Ponda, tvořícími společnou vodní plochu s názvem Jezero Petera Ponda.

## Doprava
Buffalo Narrows je připojeno ke zbytku Saskatchewanu silnicí se zpevněným povrchem. Dopravní obslužnost také zajišťuje letiště Buffalo Narrows Airport.
Dopravní společnost Saskatchewan Transportation Company nyní poskytuje autobusové spojení, jak pro lidi tak pro náklady z Buffalo Narrows. Jejich linka vede po silnici Highway 155 z La Loche do Prince Albertu a zpátky. Ve srovnání s ostatními sousedními obcemi je Buffalo Narrows pozoruhodné svým mostem a scenérií, kterou vytváří pohled na kanál „Kisis“, jenž spojuje jezero Malý Peterův rybník s jezerem Churchill.

## Škola
Škola v Buffalo Narrows se jmenuje Twin Lakes Community School (nebo též „TLCS“). Má přibližně 310 studentů a asi 30 učitelů. Byla zrenovována, vymalována, v tělocvičně byla položena podlaha z tvrdého dřeva a pódium. Také byl instalován nový zvukový systém a byly přistavěna nová skladiště.

## Podnebí
| Klimatická data pro Buffalo Narrows | Klimatická data pro Buffalo Narrows | Klimatická data pro Buffalo Narrows | Klimatická data pro Buffalo Narrows | Klimatická data pro Buffalo Narrows | Klimatická data pro Buffalo Narrows | Klimatická data pro Buffalo Narrows | Klimatická data pro Buffalo Narrows | Klimatická data pro Buffalo Narrows | Klimatická data pro Buffalo Narrows | Klimatická data pro Buffalo Narrows | Klimatická data pro Buffalo Narrows | Klimatická data pro Buffalo Narrows | Klimatická data pro Buffalo Narrows |
| Měsíc                               | Led                                 | Únor                                | Břez                                | Dub                                 | Kvě                                 | Čer                                 | Čvc                                 | Srp                                 | Září                                | Říj                                 | List                                | Pros                                | roční                               |
| ----------------------------------- | ----------------------------------- | ----------------------------------- | ----------------------------------- | ----------------------------------- | ----------------------------------- | ----------------------------------- | ----------------------------------- | ----------------------------------- | ----------------------------------- | ----------------------------------- | ----------------------------------- | ----------------------------------- | ----------------------------------- |
| Rekordně nejvyšší °C (°F)           | 13                                  | 15                                  | 15                                  | 29.6                                | 31.5                                | 34.5                                | 33.5                                | 35                                  | 30.9                                | 27.2                                | 13.5                                | 10                                  | 35                                  |
| Průměrné nejvyšší °C (°F)           | -13.3                               | -8.4                                | -1.1                                | 7.9                                 | 15.2                                | 20.1                                | 22.5                                | 21.3                                | 14.6                                | 6.4                                 | -4.5                                | -11.7                               | 5,8                                 |
| Denní průměr °C (°F)                | −18.3                               | −13.7                               | −6.9                                | 2.3                                 | 9.4                                 | 14.8                                | 17.5                                | 16.3                                | 10.1                                | 2.8                                 | -7.7                                | -15.9                               | 0,9                                 |
| Průměrné nejnižší °C (°F)           | -23.2                               | -19                                 | -12.7                               | -3.3                                | 3.7                                 | 9.6                                 | 12.4                                | 11.3                                | 5.6                                 | -0.8                                | -10.9                               | -20.1                               | -4                                  |
| Rekordně nejnižší °C (°F)           | -47                                 | -44                                 | -43.5                               | -31.8                               | -9.5                                | -1.5                                | 3.5                                 | 0.1                                 | -5.5                                | -20                                 | -39.2                               | -42.4                               | -47                                 |
| Srážky mm (inches)                  | 19.7                                | 17                                  | 15.1                                | 26                                  | 38                                  | 54.7                                | 75.5                                | 65.5                                | 46.4                                | 34.4                                | 25.7                                | 22.3                                | 440,2                               |
| Source: Environment Canada          |                                     |                                     |                                     |                                     |                                     |                                     |                                     |                                     |                                     |                                     |                                     |                                     |                                     |